# Lenz & Staehelin
Lenz & Staehelin ist eine der grössten und  ältesten Anwaltskanzleien in der Schweiz. 

## Geschichte
Lenz & Staehelin ist 1991 aus der Fusion des 1917 von Conrad Staehelin in Zürich gegründeten Anwaltsbüros Staehelin und der 1951 in Genf gegründeten Kanzlei von Raoul Lenz hervorgegangen. Heute zählt Lenz & Staehelin an ihren Standorten in Zürich, Genf und Lausanne rund 200 Rechtsanwälte. Lenz & Staehelin ist hauptsächlich im Bereich des Wirtschaftsrechts tätig.
Die Anwaltskanzlei wurde 2013 im Zuge der „Offshore-Leaks“ einer breiten Öffentlichkeit bekannt, da sie den deutsch-schweizerischen Industriellenerben Gunter Sachs (1932–2011) steuerlich beriet, dem Verschleierung seines Vermögens vorgeworfen wurde.